# The Ultimates (historieta)
The Ultimates es un comic book de serie limitada compuesta por trece números, escrita por Mark Millar e ilustrada por Bryan Hitch, fue publicado con el sello Ultimate Marvel de Marvel Comics.

## Trama
El general Nick Fury a cargo de la agencia antiterrorismo S.H.I.E.L.D. establece una fuerza de ataque de superhumanos para la defensa nacional, formado por el Capitán América, la pareja de científicos Henry "Hank" Pym (Giant Man) y Janet Van Dyne (Wasp), el Dr. Bruce Banner (Hulk) y el empresario Tony Stark (Iron Man).
Los miembros se instalan en la base de operaciones Triskelion de S.H.I.E.L.D. el Dr. Bruce Banner pierde el control y se transforma en Hulk, destruye la ciudad de Manhattan y asesina a un centenar de inocentes, es detenido por Thor y sus compañeros, los Ultimates se convierten en héroes ante los ojos públicos, Hank agrede físicamente a Janet durante una discusión, en respuesta, el Capitán América lo ataca y le derrota. Al equipo se unen los mutantes Quicksilver y la Bruja Escarlata. Durante la batalla contra la fuerza extraterrestre Chitauri se unen los asesinos Ojo de Halcón y Viuda Negra. Este grupo se traslada para asediar una base de los Chitauri en Micronesia, pero la encuentran deshabitada, se detona una bomba, matando aparentemente a todos los presentes. Muchas naves extraterrestres atacan la Tierra, pero Thor teletransporta a los Ultimates al campo de batalla, después de haber sobrevivido a la explosión en Micronesia gracias al campo de fuerza que emite la armadura de Iron Man. Con la ayuda de Hulk el grupo vence.

## Capítulos

### #1: Superhumano

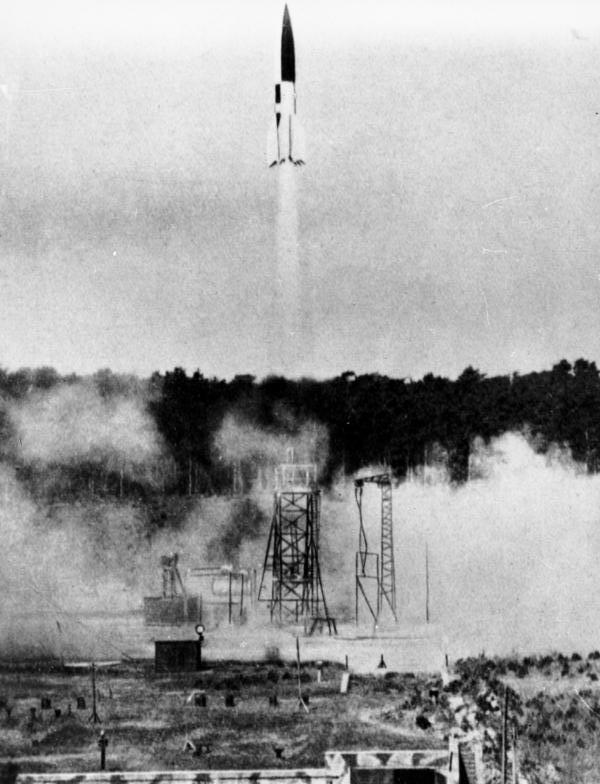
Lanzamiento de un misil, escenario visto desde este tipo de perspectiva.

1945, el Atlántico Norte. Una terrible y destructiva arma del juicio final está lista para que sea lanzada sobre Washington D. C. con la derrota de sus fuerzas a lo largo y ancho de Europa, este se trata de un último acto de terrorismo del comando nazi, diseñado para despedazar el corazón mismo de Estados Unidos. En un golpe preventivo, los aliados enviaron a la única persona capaz de detener tal ataque, el héroe de la playa de Omaha y la batalla de Normandía: El Capitán América, resguardado por la división aérea 101 y acompañado por el fotógrafo de guerra Bucky Barnes. El Capitán lidera un devastador y exitoso asalto sobre la aparente impenetrable fortaleza que resguarda el lanzamiento en tierra del misil nazi...
Pero antes de que descubran cómo las fuerzas alemanas obtuvieron tal tecnología, lanzan el arma. Sin perder tiempo, el Capitán salta sobre el misil, el cual se perdió en el cielo nocturno... pero arrojando una granada a los propulsores, el héroe logró sacar de curso al prototipo de la bomba de hidrógeno, el cual explotó en la atmósfera... pero el Capitán cayo cientos de metros sobre las aguas árticas. Esta fue su última misión.

### #2: Grande
Luego de una misión exitosa –pero aparentemente fatal– para evitar que los nazis lanzaran un prototipo de bomba de hidrógeno en contra de Washington en 1945, el supersoldado Capitán América cayó al fondo del Océano Ártico. Su mejor amigo, el fotógrafo de guerra Bucky Barnes, fue quien tuvo que entregar la última carta a la prometida del Capitán, Gail Richards.
Décadas más tarde, el general Nick Fury asumió el control de S.H.I.E.L.D., y con él reinició el programa del supersoldado bajo la dirección de Hank Pym, científico líder famoso por darle a su esposa Janet la capacidad de encogerse a voluntad, lo que le ganó el sobrenombre de Wasp. Al probar una nueva fórmula, Pym logró crecer exitosamente veinte metros y se autoproclamó Giant Man.
Dentro del mismo programa se encuentra el multimillonario industrial Tony Stark, inventor de la armadura corporal Iron Tech, conocida como Iron Man, y el exdirector del programa del supersoldado, el Dr. Robert Bruce Banner, quien fue degradado luego de un intento desastroso de replicar el proceso que convirtió a Steve Rogers en el Capitán América cuando probó la fórmula en sí mismo, transformándose en un gigante verde y avanzar con furia por Manhattan, lo que le ganó el nombre de Hulk. Desde entonces, Banner está frustrado por sus intentos de perfeccionar la fórmula, sin resultados pese a los nuevos descubrimientos. Entonces, recibe una llamada de Fury, encontraron el cuerpo del Capitán América.

### #3: Chico del siglo 21

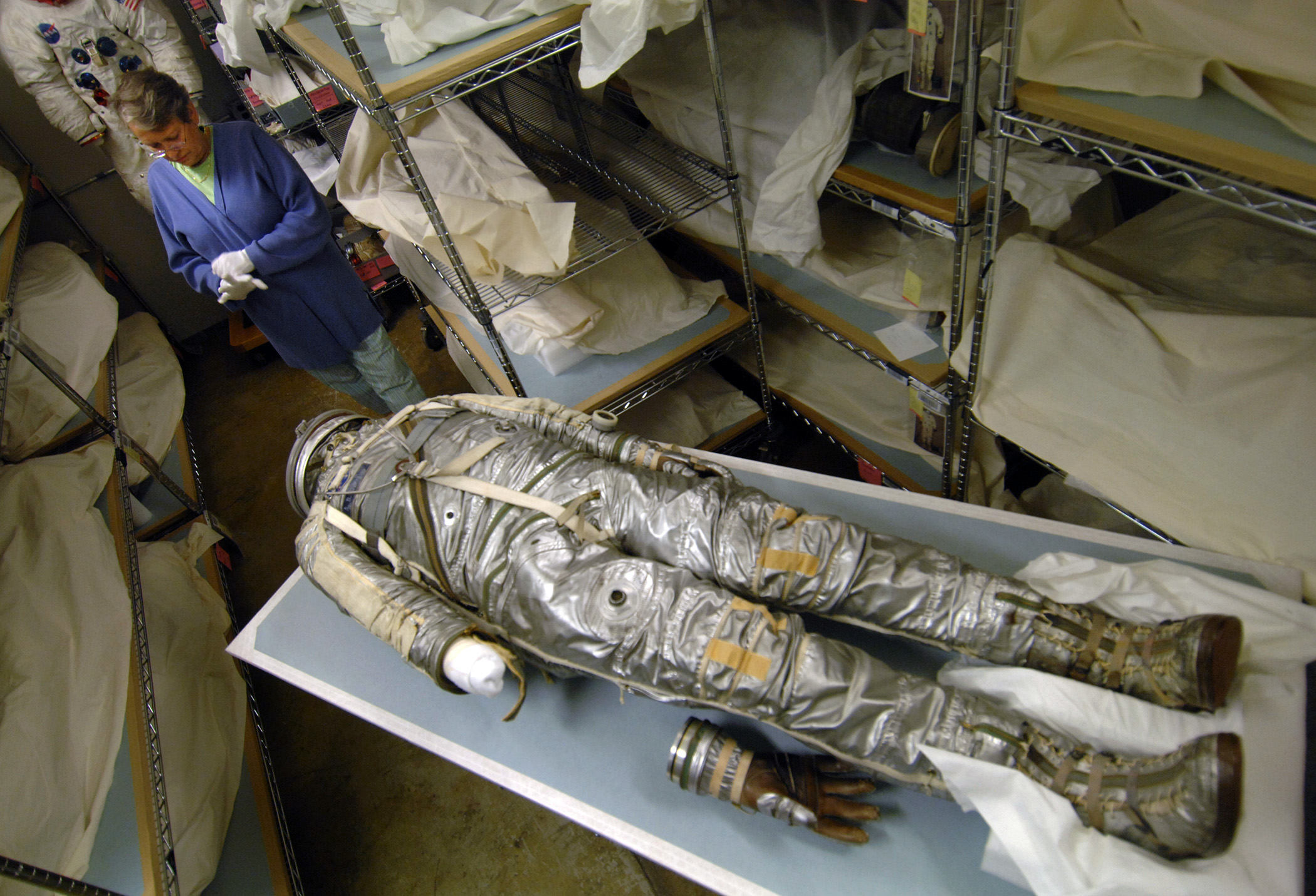
Representación de animación suspendida.

El Capitán América tras años de servicio ejemplar, cayó en batalla y se creyó que estaba muerto. Medio siglo después fue encontrado congelado en animación suspendida por la agencia S.H.I.E.L.D.. Steve Rogers despertó en un mundo diferente. En los años que pasaron tras el final de la guerra, su mejor amigo y fotógrafo de guerra, Bucky Barnes, se casó con Gail Richards, ex prometida de Steve, y adoptó la vida que Rogers siempre deseó.
Luego de una reunión difícil y emocional, el Capitán se sintió perdido... hasta que el general Nick Fury le ofreció una oportunidad. Con gran financiamiento y apoyo del gobierno de Estados Unidos, Fury, quien ahora es director de S.H.I.E.L.D., ha reunido un equipo diseñado para ser la última línea de defensa en contra del terrorismo.

### #4: Trueno
El mundo cambia, el crimen se torna supercrimen, el terrorismo, superterrorismo, los humanos se convierten en superhumanos, los héroes, en superhéroes.
Con apoyo del gobierno de Estados Unidos, el general Nick Fury y S.H.I.E.L.D. reunieron un equipo de seres superpoderosos para lidiar con cualquier amenaza potencial que este nuevo mundo pueda enfrentar: ¡Los Ultimates! ellos son la fuerza de ataque superhumana creada para salvaguardar a la humanidad en estos tiempos inciertos.
Pese a que los otros miembros de los Ultimates parecen ajustarse a sus nuevos roles en el equipo, Bruce Banner sigue hundiéndose más y más en la depresión, él alguna vez director del programa del supersoldado, ahora fue degradado. Banner y su prometida Betty Ross pasan por una separación de prueba. Fue ofendido por Thor, —el autoproclamado hijo de Odín— a quien intentó reclutar al equipo, y tras recibir insultos de sus propios compañeros de equipo, Banner aguantó todo el abuso que podía soportar; se inyectó una gran dosis de su suero Hulk mezclado con la sangre del supersoldado Capitán América.

### #5: Hulk va a Manhattan
Giant Man contempla asombrado la devastación provocada por Hulk en Manhattan, al parecer ha asesinado a más de un centenar de personas. El equipo Ultimates intenta detener al destructor Hulk, pero después de casi matar tanto a Giant Man como a Iron Man, fue el Capitán América quien finalmente logró detenerlo por muy poco tiempo. La llegada de Thor en el fragor de la batalla, ayudó a reforzar las filas, pero Hulk pudo superarlos a todos, al final, fue la Avispa quien lo detuvo con un "piquete de avispa" en el cerebro, haciéndolo revertirse a Bruce Banner.

### #6: Giant Man vs Wasp
En el evento conocido como "El incidente Hulk", el equipo se vio obligado a pelear contra uno de los suyos. Sin embargo, su victoria solidificó su estatus como el sistema de defensa primordial del mundo y los catapultó al superestrellato a los ojos públicos... El Dr. Bruce Banner, el genio que se convirtió en la monstruosidad conocida como Hulk, ahora está en custodia. Su participación futura como parte del equipo, así como su salud mental y física, se desconocen. Una discusión entre Giant Man y Wasp, da un giro brutalmente violento, luego de encogerse a talla de avispa, a Janet la ataca, y posiblemente mata, una horda de hormigas, controlada por su esposo Henry Pym.

### #7
En un ataque de ira, el Dr. Bruce Banner se convirtió en el monstruo destructor conocido como Hulk, atacó Manhattan, donde asesinó aún centenar de civiles inocentes. La iniciativa defensiva mundial conformada por superhumanos, los Ultimates, consiguieron detenerlo, pero pagaron un terrible precio en el proceso. Banner, está encarcelado. Una discusión entre Giant Man y Wasp, tomó un giro horrible, dejando a Wasp en estado shock anafiláctico y Giant Man ha desaparecido. El Capitán América convirtió en misión personal buscar y llevar a Hank ante la justicia. Con el equipo dividido, el director de S.H.I.E.L.D., Nick Fury, debe confiar en nuevos reclutas para llenar la alineación de los Ultimates...

### #8: Los expertos
Ojo de Halcón, Viuda Negra y las fuerzas especiales de S.H.I.E.L.D. se enfrentan a un ejército de alienígenas cambiaaspecto. Han descubierto la existencia de once especies alienígenas, una de las cuales es la raza hostil Chitauri, una raza que ha permanecido en la Tierra por miles de años y que ha estado detrás de algunos de los peores momentos de la humanidad. Ahora, volvieron a activarse, y planean una invasión que resultará en la destrucción total de la humanidad.
Mientras tanto, Wasp sigue bajo observación médica por heridas infligidas por Giant-Man. El Capitán América se propuso buscar y castigar a Giant-Man, desaparecido desde la brutal pelea con su esposa. Mientras Nick Fury y miles más se dirigen al Pacífico Sur para impedir una invasión alienígena. Los hijos de Magneto, Quicksilver y la Bruja Escarlata se unen al equipo.

### #9
Steven Rogers encuentra a Hank y lo confronta, Hank altera su tamaño e intenta aplastarlo pero Rogers termina derrotándolo al dejarle caer unos tubos colgados en una grúa. Los Ultimates han sido informados de la existencia de la raza hostil alienígena Chitauri, junto con 50,000 tropas reunidas por S.H.I.E.L.D. y el ejército de Estados Unidos, lanzan una invasión apresurada hacia Micronesia.

### #10: Diablo disfrazado
El evento inicia con los recuerdos del Capitán América, cuando se enfrentó con los alienígenas cambia aspecto en Polonia de 1945, después de casi ser derrotado en su misión de destruir el tren que transportaba armamento nuclear de los nazis. Los Ultimates llegan a Micronesia para erradicar la amenaza hostil pero se encuentra con que la isla esta desierta y al parecer lleva tiempo así, mientras tanto Janet se encuentra en las instalaciones de S.H.I.E.L.D. dándose cuenta de que los trabajadores son alienígenas cambia aspecto, los cuales intentan matarla pero ella escapa transformándose en Avispa. Janet logra comunicarse con Nick Fury pero la trasmisión es interrumpida por una gran explosión en Micronesia.

### #11: El arte de la guerra
Micronesia fue devastada, cadáveres por doquier, portaaviones caídos y ni una sola señal de los Ultimates. Mientras tanto en el Triskelion, Herr Kleiser atrapa a la Avispa en un tubo de ensayo, mientras le cuenta su plan de dominación mundial y su participación en la Segunda Guerra Mundial, cientos de naves Chitauri saltan del espacio a la Tierra. En ese instante un soldado Chitauri, reporta haber encontrado una anomalía en un radio de quinientos metros en Micronesia, al parecer la armadura de Iron Man emite un campo de fuerza, en ese mismo instante múltiples rayos devastan a muchos soldados Chitauri, y de entre el humo y el fuego aparecen cientos de soldados de S.H.I.E.L.D. junto a los Ultimates lidereados por el Capitán América.

### #12: Individuos de destrucción masiva
Después de ser teletransportados por Thor al campo de batalla desde Micronesia, el Capitán América hace un llamado a todas las fuerzas estadounidenses y los convoca a la batalla. 

«Atención a todo el personal militar, habla el Capitán América, trasmitiendo simultáneamente al ejército, marines, fuerza naval y aérea. Sus comandantes recibieron órdenes de una fuerza alienígena  hostil que se apoderó del control de S.H.I.E.L.D. y ahora amenaza nuestra existencia. Les pido que ignoren sus órdenes, tomen cualquier arma que encuentren y vengan aquí, ¿Entendido caballeros? Su país los necesita.»
Capitán América, The Ultimates #12.

 Iron Man y Thor inician el ataque aéreo, mientras los demás soldados junto con Ojo de Halcón y Nick Fury abren fuego iniciando el ataque terrestre, la Viuda Negra junto con la Avispa retoman el control de Triskelion. Mientras tanto el Capitán América inicia una lucha a muerte en contra de Kleiser, quien por momentos casi lo derrota, pero el Capitán América logra cortarlo a la mitad con su escudo, dando tiempo para iniciar el plan nuclear.

### #13: Cómo aprender a amar a Hulk
Mientras el Capitán América pelea a muerte con Kleiser, este inicia el plan nuclear, el cual consiste en lazar al doctor Banner desde un helicóptero, pues este estaba lleno de calmantes y no lograba convertirse en Hulk.
El doctor Banner cae rápidamente y destruye un edificio al golpear con el suelo, salta furioso transformado en Hulk, ataca al Capitán América, pero logra desviar su atención hacia Kleiser, el cual Hulk logra matar arrancándole la cabeza y comiéndoselo. Mientras tanto la Viuda Negra le pide a Iron Man que la ayude a desactivar la bomba, pero este solo se limita a desenterrarla y dársela a Thor para que la teletransporte fuera del sistema solar. En ese instante la fuerza aérea llega para dar apoyo. Hulk termina derrumbando las naves restantes. La bomba detona en la nada y el mundo se salva. La historia termina con una celebración en la Casa Blanca con todos los superhéroes y militares sobrevivientes. Mientras un soldado saluda a Nick Fury él le dice  

«En descanso muchachos, vayan por una copa de champán, no todos los días salvamos al mundo»
Nick Fury, The Ultimates #13.

## Premios y nominaciones
El equipo creativo ha sido nominado varias veces, ganando en dos ocasiones.
| Año  | Historietista    | Premio           | Categoría                                       | Resultado | Referencia |
| ---- | ---------------- | ---------------- | ----------------------------------------------- | --------- | ---------- |
| 2002 | Mark Millar      | Wizard Fan Award | "Favorite Writer"                               | Nominado  | [ 2 ]      |
| 2002 | Bryan Hitch      | Wizard Fan Award | "Favorite Penciller"                            | Nominado  | [ 3 ]      |
| 2002 | Chris Eliopoulos | Wizard Fan Award | "Favorite Letterer"                             | Ganador   | [ 4 ]      |
| 2003 | Bryan Hitch      | Harvey           | "Best Artist"                                   | Nominado  | [ 5 ]      |
| 2003 | Bryan Hitch      | Wizard Fan Award | "Favorite Penciller"                            | Nominado  | [ 6 ]      |
| 2003 | Chris Eliopoulos | Wizard Fan Award | "Favorite Letterer"                             | Ganador   | [ 7 ]      |
| 2003 | Bryan Hitch      | Eisner           | "Best Penciller/Inker or Penciller/Inker Team." | Nominado  | [ 8 ]      |
| 2003 | Andrew Currie    | Eisner           | "Best Penciller/Inker or Penciller/Inker Team." | Nominado  | [ 8 ]      |
| 2004 | Mark Millar      | Wizard Fan Award | "Favorite Writer"                               | Nominado  | [ 9 ]      |

## Edición de colección
| The Ultimates Vol. 1: Super-Human       | (ISBN 0-7851-0960-9) | Ultimates #1-6  |
| The Ultimates Vol. 2: Homeland Security | (ISBN 0-7851-1078-X) | Ultimates #7-13 |
| The Ultimates (cartoné)                 | (ISBN 0-7851-1082-8) | Ultimates #1-13 |

## Secuelas
The Ultimates generó dos secuelas: The Ultimates 2 (2005) y The Ultimates 3 (2008) escritas por Mark Millar, estas continuaron con Ultimate Comics: Avengers (2009) escrita por Mark Millar, y Ultimate Comics: New Ultimates (2010) escrita por Jeph Loeb.

## Adaptación
En el 2006, The Ultimates fue adaptado en dos películas de animación publicadas por la compañía Lions Gate Entertainment en formato DVD, se estrenaron en un lapso de siete meses. Ultimate Avengers se estrenó el 21 de febrero, mientras que Ultimate Avengers 2 se estrenaría el 8 de agosto.